# Айнакольський сільський округ
Айнако́льський сільський округ (каз. Айнакөл ауылдық округі, рос. Айнакольский сельский округ) — адміністративна одиниця у складі Буландинського району Акмолинської області Казахстану. Адміністративний центр — село Айнаколь.
Населення — 628 осіб (2009; 868 в 1999, 1111 у 1989).
Станом на 1989 рік існувала Красноводська сільська рада (села Красноводське, Острогрське).

## Склад
До складу округу входять такі населені пункти:
| Населений пункт    | Колишні назви | Населення, осіб (1989) | Населення, осіб (1999) | Населення, осіб (2009) | Населення, осіб (2021) |
| ------------------ | ------------- | ---------------------- | ---------------------- | ---------------------- | ---------------------- |
| Айнаколь, село     | Красноводське | 745                    | 638                    | 467                    | 234                    |
| Острогорське, село | -             | 366                    | 230                    | 161                    | 80                     |